# Departamento Jáchal
Das Departamento Jáchal liegt im Norden der Provinz San Juan im Westen Argentiniens ist eine von 19 Verwaltungseinheiten der Provinz. 
Es grenzt im Norden an die Provinz La Rioja, im Osten an das Departamento Valle Fértil, im Süden an die Departamentos Caucete, Angaco, Albardón und Ullum und im Westen an das Departamento Iglesia. 
Die Hauptstadt des Departamento Jáchal ist San José de Jáchal.

## Städte und Gemeinden
Das Departamento Jáchal ist in folgende Gemeinden aufgeteilt:
- Jáchal